# Manuel Pinto de Castro
Manuel Pinto de Castro (Natal, 30 de agosto de 1774 — 2 de agosto de 1850) foi sacerdote católico e político brasileiro.
Foi presidente da província do Rio Grande do Norte, de 18 de março de 1822 a 24 de janeiro de 1824, de 4 a 24 de setembro de 1832 e de 8 de outubro de 1832 a 23 de janeiro de 1833.
Nasceu em Natal, filho do homônimo Manuel Pinto de Castro, português da freguesia de São Veríssimo de Valbom, bispado Porto, e Francisca Antônia Teixeira, de Natal. Era irmão de Miguel Joaquim de Almeida Castro –  Padre Miguelinho –, um dos líderes e mártires da Revolução Pernambucana de 1817. Como o irmão, ordenou-se padre, tornando-se Coadjutor da Igreja Matriz de Nossa Senhora da Apresentação. Diz TAVARES DE LIRA, a respeito: Não sabemos onde Manoel Pinto de Castro fez os seus estudos e recebeu ordens sacras; mas antes de 1817 já o encontramos em Natal no exercício de suas funções eclesiásticas, como coadjutor do vigário daquela freguesia, onde viveu sempre, depois que a ela voltou ordenado (1982, p. 345).
Foi Secretário do Governo (1810-1818) e recusou-se a participar do governo revolucionário de André de Albuquerque (março de 1817). Político de expressão no início do Regime Imperial, presidiu a Junta do Governo Provisório (1822-1824), o Conselho Geral da Província (1830) e, Conselheiro mais votado, assumiu a Presidência da Província do Rio Grande do Norte entre 4 e 24 de setembro de 1832, recebendo-a de Joaquim Vieira da Silva e Sousa e a este repassando-a, em seguida do mesmo Joaquim Vieira retomando o posto em 8 de outubro do mesmo ano, nele permanecendo até 23 de janeiro de 1833, quando entregou-o a Manuel Lobo de Miranda Henriques. Foi, anos mais tarde, Vice-Presidente da Assembleia Provincial (1835-1837). A antiga Rua do Fogo, onde morava, passou a chamar-se Rua Padre Pinto, a partir de 1888. Faleceu em Natal, em 2 de agosto de 1850.